# Porto Santo
O Município de Porto Santo é um município português que ocupa toda a ilha do Porto Santo e ilhéus adjacentes, na Região Autónoma da Madeira, com sede na cidade de Vila Baleira, povoação que não deu nome ao município. É popularmente apelidada como Ilha Dourada pelos madeirenses.
Com 42,48 km2 de área, é um dos seis municípios de Portugal que têm uma única freguesia, homónima ao nome da ilha. O município que lhe é mais próximo é o de Machico, na ilha da Madeira, situado a sudoeste.
Porto Santo foi elevado a reserva da biosfera da UNESCO em 28 de outubro de 2020.

## História
A ilha do Porto Santo foi descoberta em 1418 por João Gonçalves Zarco e Tristão Vaz Teixeira, um ano antes da ilha da Madeira.

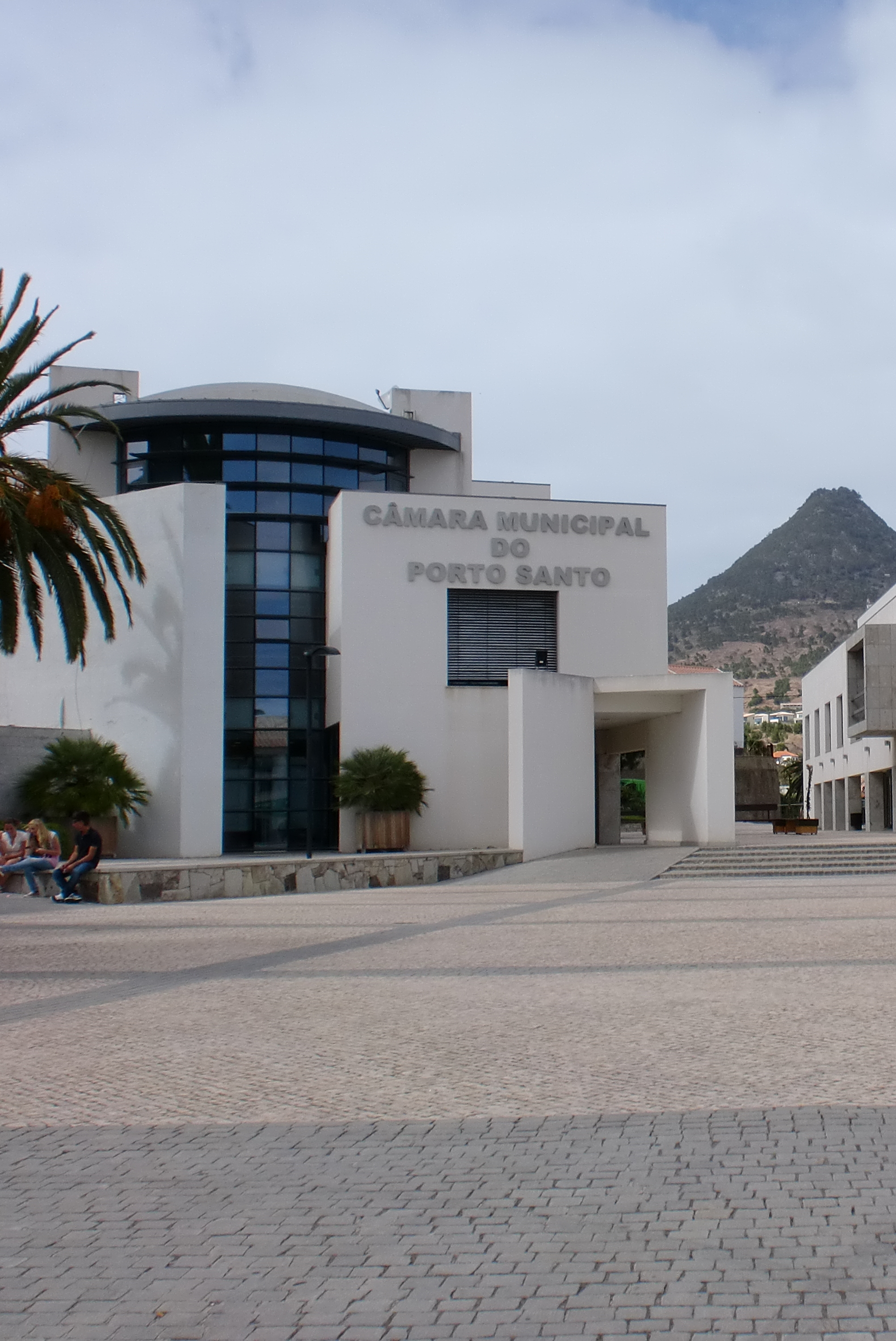
Paços do Concelho do Porto Santo

Segundo reza a história da mesma, Cristóvão Colombo habitou essa ilha, tendo casado com uma das filhas do seu primeiro capitão donatário Bartolomeu Perestrelo.
Em virtude dos sucessivos ataques de piratas da Barbária e outros à ilha, entre os quais se destacou o de 1619, no qual pereceu ou foi escravizada quase toda a população com excepção de apenas 18 homens e 7 mulheres, Filipe II de Portugal (Filipe III de Espanha) procurou repovoar a ilha, determinando a construção de uma fortificação para a proteção das gentes.
De acordo com o Elucidário Madeirense, o governador do Porto Santo, Martim Mendes de Vasconcelos, interessou-se vivamente pela recuperação e manutenção da ilha.
A Capitania do Porto Santo foi extinta em 1770.
O concelho foi criado em 1835.

## Demografia
A população registada nos censos foi:
| Distribuição da População por Grupos Etários | Distribuição da População por Grupos Etários | Distribuição da População por Grupos Etários | Distribuição da População por Grupos Etários | Distribuição da População por Grupos Etários |
| -------------------------------------------- | -------------------------------------------- | -------------------------------------------- | -------------------------------------------- | -------------------------------------------- |
| Ano                                          | 0-14 Anos                                    | 15-24 Anos                                   | 25-64 Anos                                   | > 65 Anos                                    |
| 2001                                         | 795                                          | 786                                          | 2428                                         | 465                                          |
| 2011                                         | 818                                          | 665                                          | 3269                                         | 731                                          |
| 2021                                         | 582                                          | 547                                          | 3051                                         | 969                                          |

(Obs.: Número de habitantes "residentes", ou seja, que tinham a residência oficial neste concelho à data em que os censos se realizaram.
| Número de habitantes por Grupo Etário | Número de habitantes por Grupo Etário | Número de habitantes por Grupo Etário | Número de habitantes por Grupo Etário | Número de habitantes por Grupo Etário | Número de habitantes por Grupo Etário | Número de habitantes por Grupo Etário | Número de habitantes por Grupo Etário | Número de habitantes por Grupo Etário | Número de habitantes por Grupo Etário | Número de habitantes por Grupo Etário | Número de habitantes por Grupo Etário | Número de habitantes por Grupo Etário |      |
| ------------------------------------- | ------------------------------------- | ------------------------------------- | ------------------------------------- | ------------------------------------- | ------------------------------------- | ------------------------------------- | ------------------------------------- | ------------------------------------- | ------------------------------------- | ------------------------------------- | ------------------------------------- | ------------------------------------- | ---- |
|                                       | 1900                                  | 1911                                  | 1920                                  | 1930                                  | 1940                                  | 1950                                  | 1960                                  | 1970                                  | 1981                                  | 1991                                  | 2001                                  | 2011                                  | 2021 |
| 0-14 Anos                             | 889                                   | 772                                   | 803                                   | 807                                   | 938                                   | 927                                   | 1191                                  | 1350                                  | S/ dados                              | 1211                                  | 795                                   | 818                                   | 582  |
| 15-24 Anos                            | 411                                   | 440                                   | 401                                   | 454                                   | 455                                   | 532                                   | 553                                   | 625                                   | S/ dados                              | 833                                   | 786                                   | 665                                   | 547  |
| 25-64 Anos                            | 852                                   | 829                                   | 927                                   | 1079                                  | 1109                                  | 1246                                  | 1512                                  | 1485                                  | S/ dados                              | 2289                                  | 2428                                  | 3269                                  | 3051 |
| = ou > 65 Anos                        | 115                                   | 141                                   | 109                                   | 144                                   | 185                                   | 183                                   | 249                                   | 300                                   | S/ dados                              | 373                                   | 465                                   | 731                                   | 969  |
| > Id. desconh                         | 44                                    | 0                                     | 3                                     | 6                                     | 14                                    |                                       |                                       |                                       |                                       |                                       |                                       |                                       |      |

(Obs: De 1900 a 1950 os dados referem-se à população "de facto", ou seja, que estava presente no concelho à data em que os censos se realizaram. Daí que se registem algumas diferenças relativamente à designada população residente)

Ilha do Porto Santo e ilhéus adjacentes, a que corresponde a única freguesia do Porto Santo e o município do Porto Santo

## Geografia
Apesar de se localizar muito perto da ilha maior do arquipélago da Madeira, não podia diferir mais da ilha da Madeira: o seu solo é completamente arenoso e muito pobre em nutrientes; a pluviosidade é baixíssima comparada com a da Madeira; é extremamente plana; tem uma bela praia de areia, com 9 km de comprimento; e tem grande quantidade de palmeiras.

## Freguesias
A única freguesia deste município é Porto Santo.

### Orografia e Clima
O relevo da ilha é predominantemente baixo com algumas excepções como o Pico Castelo.

Panorama do Porto Santo com o Pico Castelo no canto superior esquerdo

O Porto Santo tem um clima semiárido do tipo estepário (BShs, segundo a classificação climática de Köppen-Geiger), por apresentar uma evapotranspiração potencial anual superior à precipitação anual (inferior a 372 mm — tipo estepário por ter uma precipitação total anual superior a metade do limiar de evapotranspiração potencial), sendo as precipitações escassas, concentradas nos meses de inverno, além de não possuir cursos de água permanentes, não tendo também consideráveis variações de temperatura, podendo dizer-se que, tendo um clima ameno, está "calor" o ano inteiro. Nos meses de verão a temperatura da água do mar é amena (24–25 °C), tal como no fim da primavera e inícios de outono. Para as restantes estações do ano em que a temperatura da água é amena, há variação de um a dois graus para mais fria que no Verão.
| Dados climatológicos para Vila Baleira (Porto Santo), Madeira, Portugal | Dados climatológicos para Vila Baleira (Porto Santo), Madeira, Portugal | Dados climatológicos para Vila Baleira (Porto Santo), Madeira, Portugal | Dados climatológicos para Vila Baleira (Porto Santo), Madeira, Portugal | Dados climatológicos para Vila Baleira (Porto Santo), Madeira, Portugal | Dados climatológicos para Vila Baleira (Porto Santo), Madeira, Portugal | Dados climatológicos para Vila Baleira (Porto Santo), Madeira, Portugal | Dados climatológicos para Vila Baleira (Porto Santo), Madeira, Portugal | Dados climatológicos para Vila Baleira (Porto Santo), Madeira, Portugal | Dados climatológicos para Vila Baleira (Porto Santo), Madeira, Portugal | Dados climatológicos para Vila Baleira (Porto Santo), Madeira, Portugal | Dados climatológicos para Vila Baleira (Porto Santo), Madeira, Portugal | Dados climatológicos para Vila Baleira (Porto Santo), Madeira, Portugal | Dados climatológicos para Vila Baleira (Porto Santo), Madeira, Portugal |
| Mês                                                                     | Jan                                                                     | Fev                                                                     | Mar                                                                     | Abr                                                                     | Mai                                                                     | Jun                                                                     | Jul                                                                     | Ago                                                                     | Set                                                                     | Out                                                                     | Nov                                                                     | Dez                                                                     | Ano                                                                     |
| ----------------------------------------------------------------------- | ----------------------------------------------------------------------- | ----------------------------------------------------------------------- | ----------------------------------------------------------------------- | ----------------------------------------------------------------------- | ----------------------------------------------------------------------- | ----------------------------------------------------------------------- | ----------------------------------------------------------------------- | ----------------------------------------------------------------------- | ----------------------------------------------------------------------- | ----------------------------------------------------------------------- | ----------------------------------------------------------------------- | ----------------------------------------------------------------------- | ----------------------------------------------------------------------- |
| Temperatura máxima recorde (°C)                                         | 23,2                                                                    | 23,0                                                                    | 26,0                                                                    | 26,4                                                                    | 28,0                                                                    | 31,0                                                                    | 32,0                                                                    | 36,0                                                                    | 34,4                                                                    | 29,0                                                                    | 29,2                                                                    | 28,0                                                                    | 35,3                                                                    |
| Temperatura máxima média (°C)                                           | 18,0                                                                    | 18,0                                                                    | 19,0                                                                    | 19,2                                                                    | 21,0                                                                    | 22,1                                                                    | 24,0                                                                    | 25,0                                                                    | 25,0                                                                    | 23,2                                                                    | 21,0                                                                    | 19,2                                                                    | 21,1                                                                    |
| Temperatura mínima média (°C)                                           | 13,2                                                                    | 13,1                                                                    | 13,3                                                                    | 14,0                                                                    | 15,1                                                                    | 17,1                                                                    | 19,0                                                                    | 20,0                                                                    | 20,0                                                                    | 18,1                                                                    | 16,2                                                                    | 14,4                                                                    | 16,1                                                                    |
| Temperatura mínima recorde (°C)                                         | 8,0                                                                     | 6,4                                                                     | 8,4                                                                     | 9,0                                                                     | 11,0                                                                    | 12,3                                                                    | 14,0                                                                    | 13,0                                                                    | 15,0                                                                    | 12,4                                                                    | 10,1                                                                    | 8,0                                                                     | 6,4                                                                     |
| Precipitação (mm)                                                       | 48,7                                                                    | 40,2                                                                    | 37,2                                                                    | 23,5                                                                    | 14,0                                                                    | 7,0                                                                     | 3,2                                                                     | 4,0                                                                     | 23,7                                                                    | 39,9                                                                    | 50,0                                                                    | 69,9                                                                    | 361,3                                                                   |
| Fonte: Instituto de Meteorologia, IP Portugal 2 de Março de 2010        |                                                                         |                                                                         |                                                                         |                                                                         |                                                                         |                                                                         |                                                                         |                                                                         |                                                                         |                                                                         |                                                                         |                                                                         |                                                                         |

## Economia

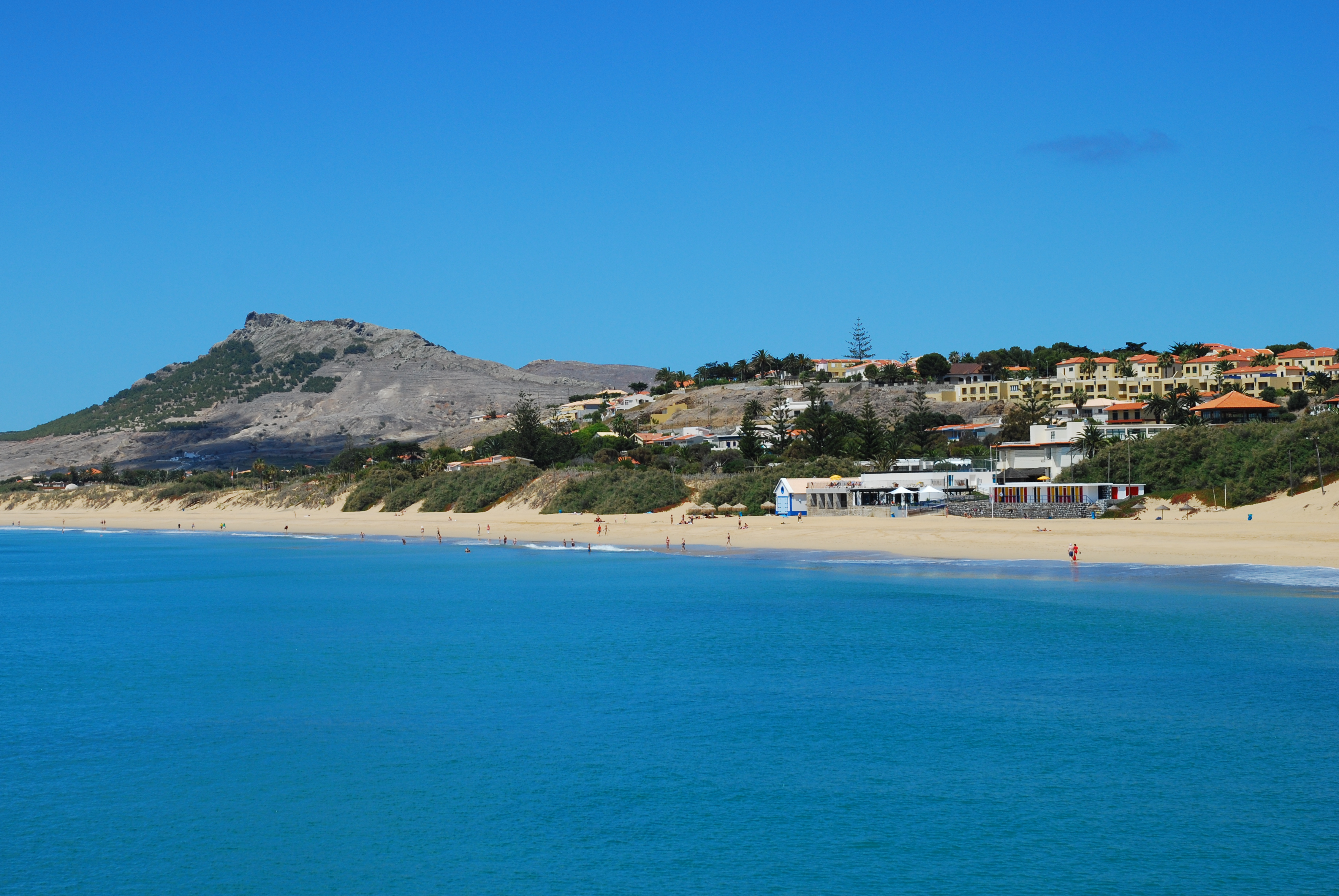
Vista parcial da praia do Porto Santo

A indústria principal da ilha do Porto Santo é o turismo, devendo-se isso à sua praia e ao clima temperado sendo muitos dos hotéis e dos resorts construídos durante o século XX. No entanto, a ilha sofre de uma acentuada sazonalidade turística e o seus habitantes dos condicionamentos circunstanciais da dupla insularidade a que estão sujeitos.
No que à oferta turística diz respeito, de salientar que a ilha tem um campo de golfe que foi desenhado pelo campeão de golfe Severiano Ballesteros, o Porto Santo Golfe que foi também o anfitrião do Madeira Islands Open em 2008 como parte do torneio europeu. Acresce ainda que, o complexo Porto Santo Golfe inclui também oito cortes de ténis e um centro equestre, o Picadeiro Ana Ferreira.

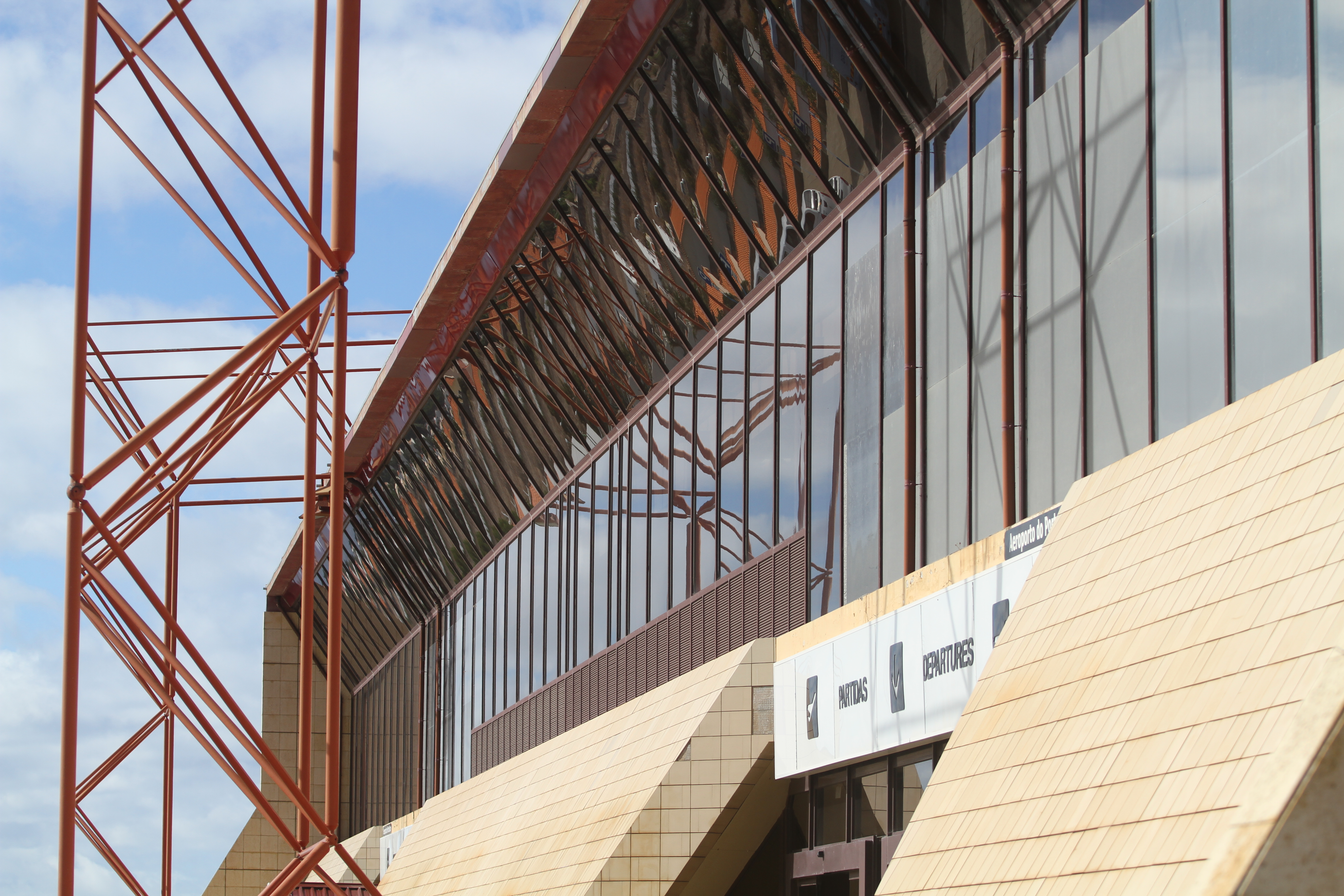
Entrada para o terminal do Aeroporto do Porto Santo, uma das portas de entrada da ilha dourada.

A ilha tem um aeroporto central, o Aeroporto do Porto Santo (IATA — PXO | ICAO — LPPS) que oferece voos regulares para o Funchal com a duração de apenas quinze minutos, atualmente operados por concessão pública pela Binter Canárias. A ligação aérea é operada duas vezes por dia num avião ATR-72-500. A concessão é válida até ao ano de 2022, onde depois será realizado novo concurso público. Para além dessa ligação bidiária, o aeroporto tem, em alguns dias, voos regulares e diretos para o aeroporto de Lisboa e aeroporto Porto. Tem também ocasionalmente voos internacionais, incluindo sobremaneira voos charters para Inglaterra, Itália, Alemanha, França, Espanha e Porto. Atualmente fazem ligações aéreas para a ilha do Porto Santo (em voos regulares e charter): Binter Canarias, TAP Air Portugal, EasyJet Airlines, Azores Airlines, Tui Fly e Iberia.

A Porto Santo Line é uma companhia armadora portuguesa, responsável pelo transporte marítimo entre a ilha da Madeira e a ilha do Porto Santo, efetuada pelo seu único navio, o Lobo Marinho. Em outubro de 1995, a Porto Santo Live ganhou, através de concurso público, a concessão da linha marítima, para o transporte regular de passageiros e mercadorias, entre a ilha da Madeira e o Porto Santo. Em junho de 1996, a fim de realizar este serviço foi adquirido o navio Lobo Marinho, assim chamado em homenagem ao seu homónimo, um mamífero da família das focas nidificantes no arquipélago da Madeira que se encontra em risco de extinção. A viagem inaugural ocorreu a 8 de junho de 1996. Em junho de 2003 chegou o novo navio, nomeado Lobo Marinho I, que vem substituir o anterior.

## Património
- Igreja de Nossa Senhora da Piedade
- Capela de Nossa Senhora da Graça

## Política
Atualmente, a presidência da Câmara Municipal está a cargo de Nuno Filipe Melim Batista (PSD) e a da Junta de Freguesia está a cargo de Joselina Melim (PPD/PSD) (2021–2025)

### Eleições autárquicas

#### Câmara Municipal
|         | %    | M    | %    | M    | %    | M    | %    | M    | %    | M    | %    | M    | %    | M    | %    | M    | %    | M    | %    | M    | %    | M    | %     | M    | %     | M    |
| Partido | 1976 | 1976 | 1979 | 1979 | 1982 | 1982 | 1985 | 1985 | 1989 | 1989 | 1993 | 1993 | 1997 | 1997 | 2001 | 2001 | 2005 | 2005 | 2009 | 2009 | 2013 | 2013 | 2017  | 2017 | 2021  | 2021 |
| ------- | ---- | ---- | ---- | ---- | ---- | ---- | ---- | ---- | ---- | ---- | ---- | ---- | ---- | ---- | ---- | ---- | ---- | ---- | ---- | ---- | ---- | ---- | ----- | ---- | ----- | ---- |
| PS      | 50,3 | 3    | 40,2 | 2    | 39,2 | 2    | 30,8 | 1    | 48,6 | 3    | 64,6 | 4    | 38,0 | 2    | 23,0 | 1    | 21,7 | 1    | 22,9 | 1    | 41,4 | 3    | 36,99 | 2    | 30,15 | 1    |
| PPD/PSD | 43,8 | 2    | 57,1 | 3    | 52,0 | 3    | 65,7 | 4    | 47,8 | 2    | 28,7 | 1    | 57,8 | 3    | 73,0 | 4    | 73,2 | 4    | 68,6 | 4    | 36,6 | 2    | 37,94 | 2    | 50,87 | 3    |

#### Assembleia Municipal
|                  | %    | M    | %    | M    | %    | M    | %    | M    | %    | M    | %    | M    | %    | M    | %    | M    | %    | M    | %    | M    | %    | M    | %     | M    | %     | M    |
| Partido          | 1976 | 1976 | 1979 | 1979 | 1982 | 1982 | 1985 | 1985 | 1989 | 1989 | 1993 | 1993 | 1997 | 1997 | 2001 | 2001 | 2005 | 2005 | 2009 | 2009 | 2013 | 2013 | 2017  | 2017 | 2021  | 2021 |
| ---------------- | ---- | ---- | ---- | ---- | ---- | ---- | ---- | ---- | ---- | ---- | ---- | ---- | ---- | ---- | ---- | ---- | ---- | ---- | ---- | ---- | ---- | ---- | ----- | ---- | ----- | ---- |
| PS               | 49,8 | 4    | 39,4 | 10   | 40,4 | 10   | 31,2 | 5    | 48,4 | 8    | 64,0 | 10   | 38,7 | 6    | 24,9 | 4    | 25,9 | 4    | 24,5 | 4    | 39,8 | 6    | 33,62 | 6    | 30,92 | 5    |
| PPD/PSD          | 44,0 | 4    | 56,9 | 15   | 55,3 | 15   | 64,7 | 10   | 47,7 | 7    | 30,6 | 5    | 56,7 | 9    | 70,8 | 11   | 68,7 | 11   | 66,1 | 11   | 34,4 | 6    | 40,45 | 7    | 49,52 | 8    |
| CDS-PP           | 3,7  |      |      |      |      |      |      |      |      |      | 2,3  |      | 1,8  |      |      |      |      |      |      |      | 13,4 | 2    | 4,76  |      |       |      |
| PTP              |      |      |      |      |      |      |      |      |      |      |      |      |      |      |      |      |      |      |      |      | 6,6  | 1    | 0,53  |      |       |      |
| Mais Porto Santo |      |      |      |      |      |      |      |      |      |      |      |      |      |      |      |      |      |      |      |      |      |      | 12,42 | 2    |       |      |
| UNE              |      |      |      |      |      |      |      |      |      |      |      |      |      |      |      |      |      |      |      |      |      |      |       |      | 15,25 | 2    |

## Personagens Ilustres
- Manuel Pestana Júnior

## Geminações
A cidade de Vila Baleira está geminada com as seguintes cidades-gémeas:
- Velas, Ilha de São Jorge, Açores (1992)
- Ilha do Maio, Cabo Verde
- El Hatillo, Venezuela (2007)

O El Hatillo, na Venezuela, acolhe um núcleo de emigrantes oriundos do Porto Santo.

## Galeria

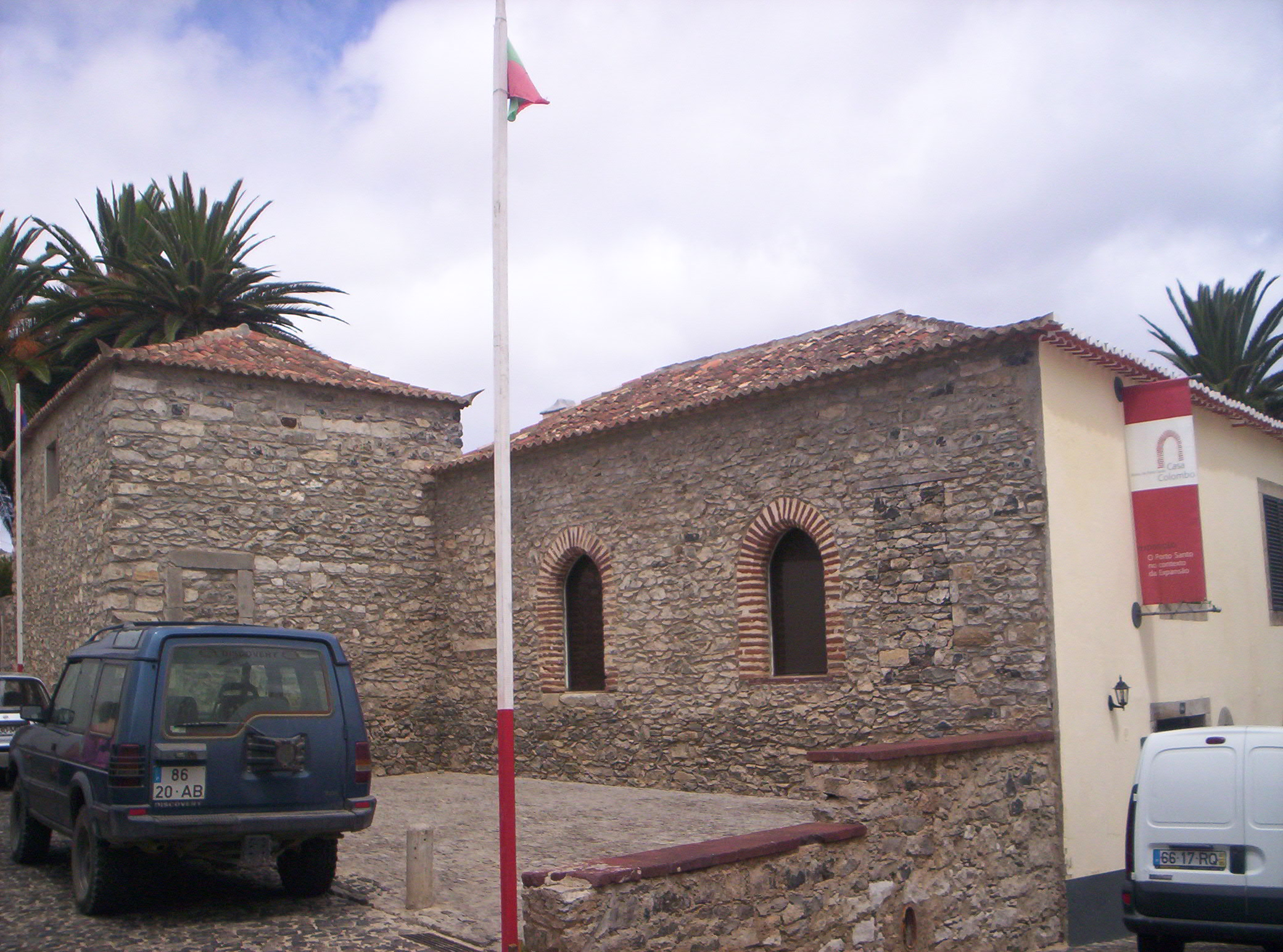
Casa Colombo que celebra a passagem e estadia de Cristóvão Colombo na ilha
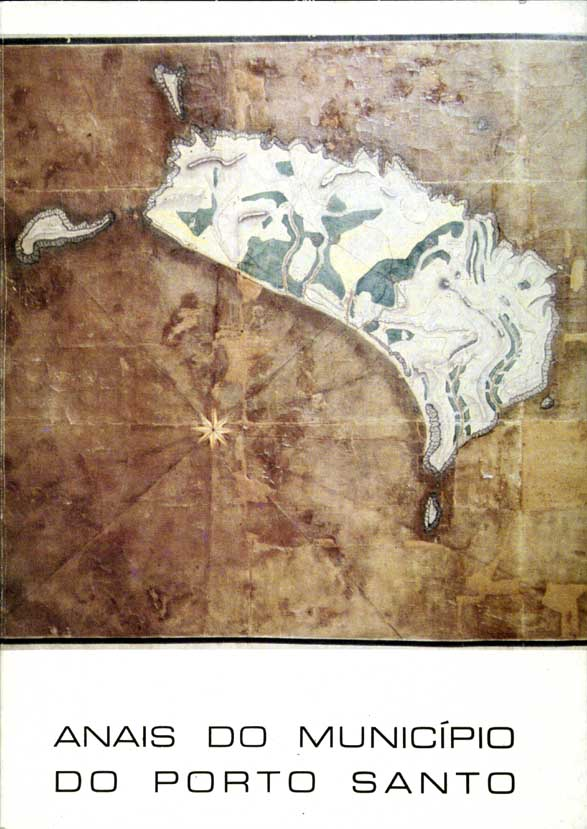
Mapa constante dos Anais do Município do Porto Santo
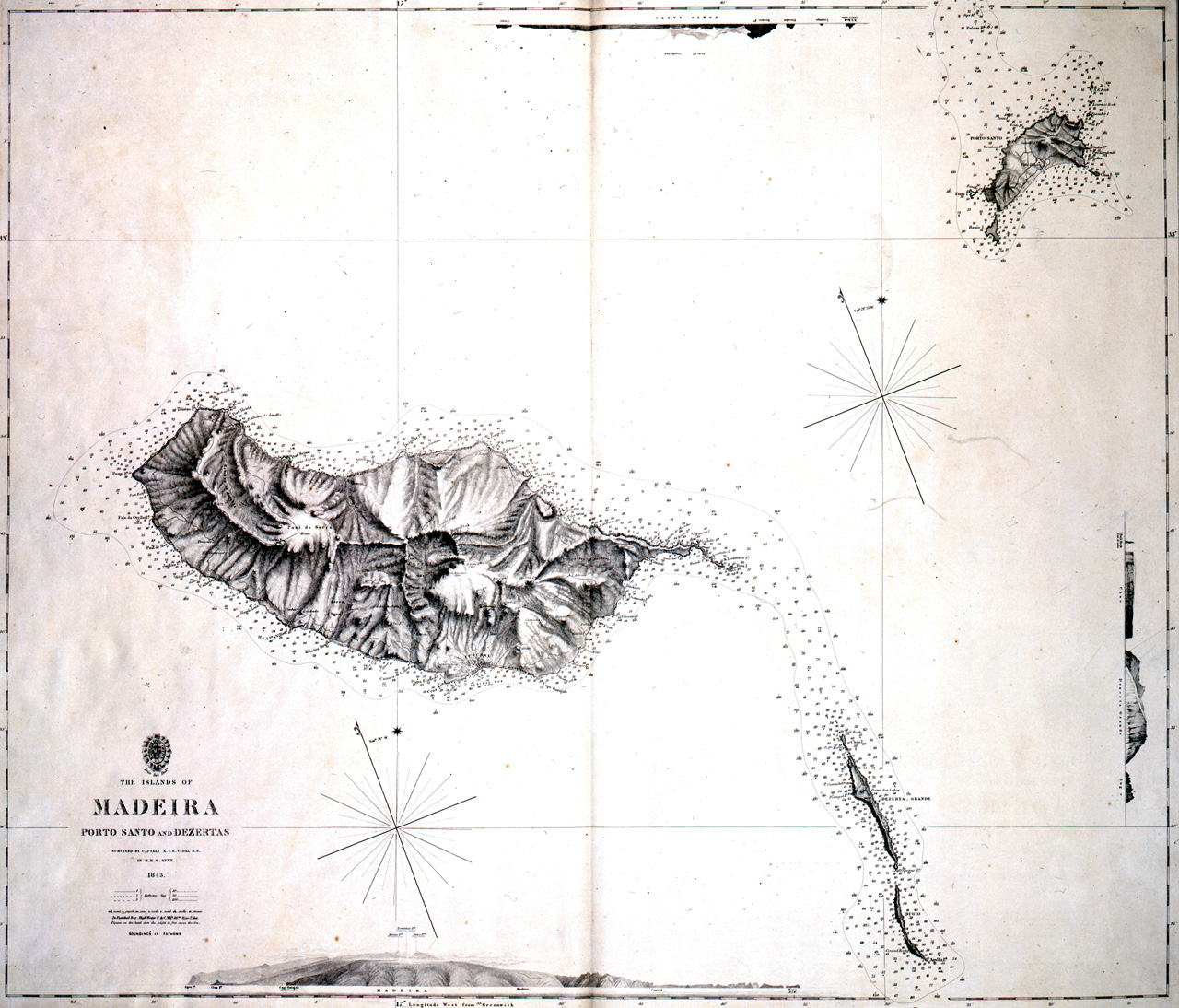
Mapa do Porto Santo e Madeira do Capitão Vidal RN do HMS Styx, de 1843
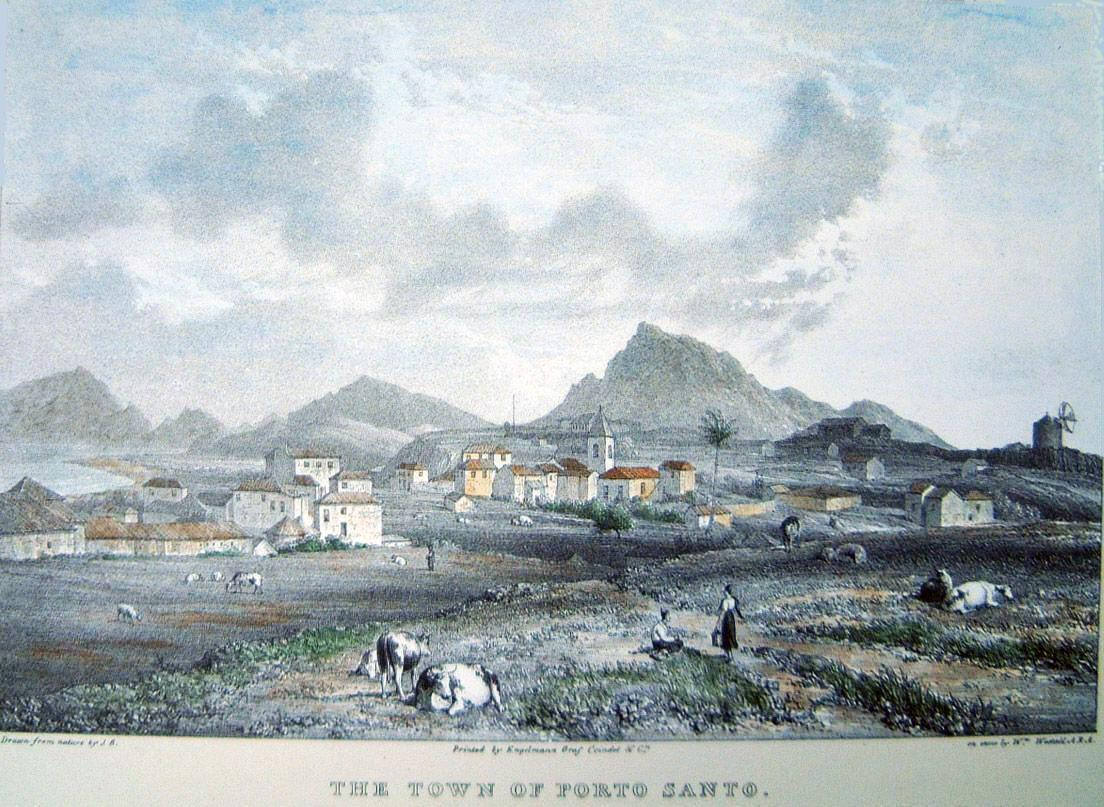
Pintura de James Bulwer datada de 1825 do Porto Santo
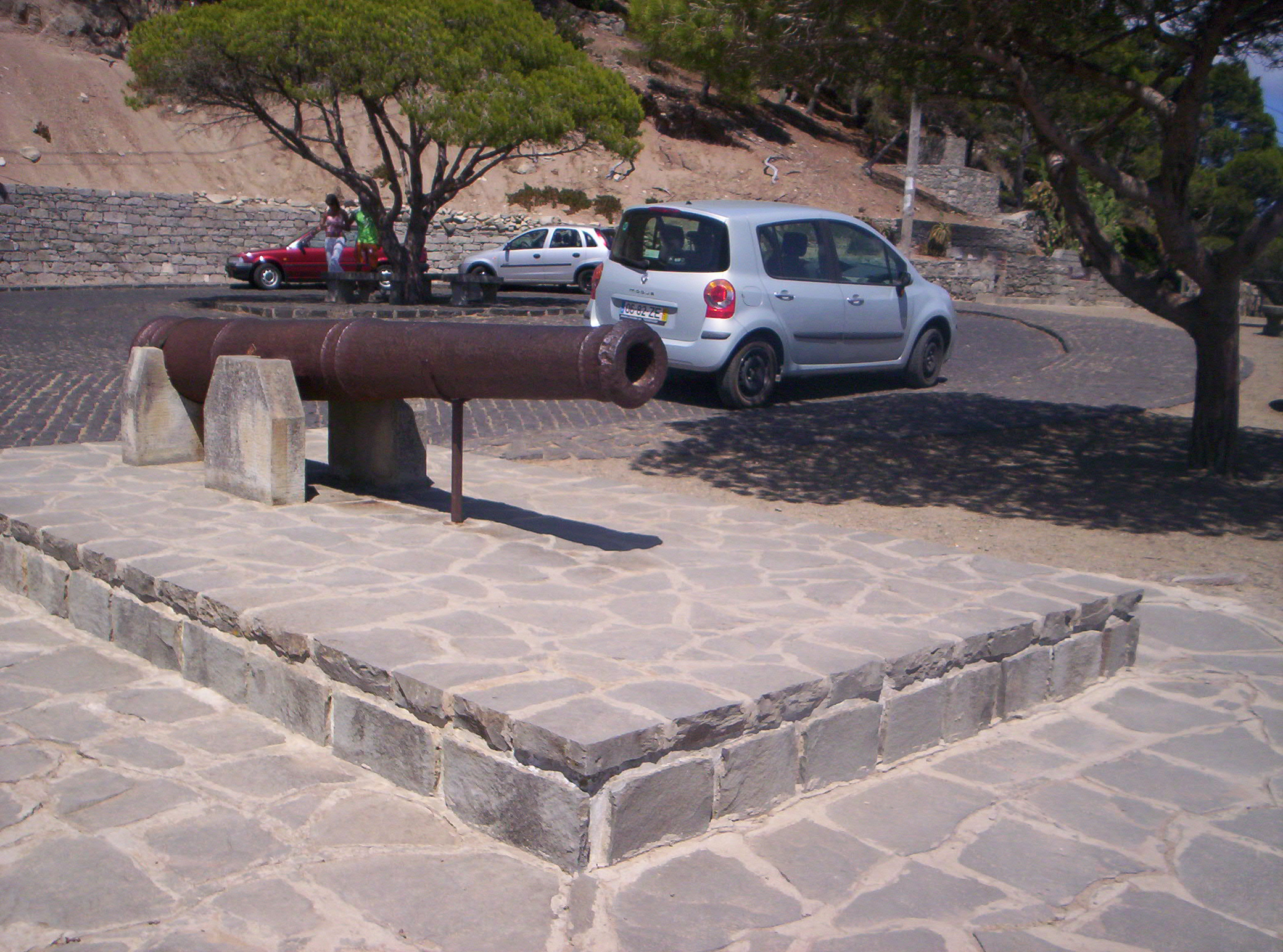
Forte do Pico da Ilha do Porto Santo
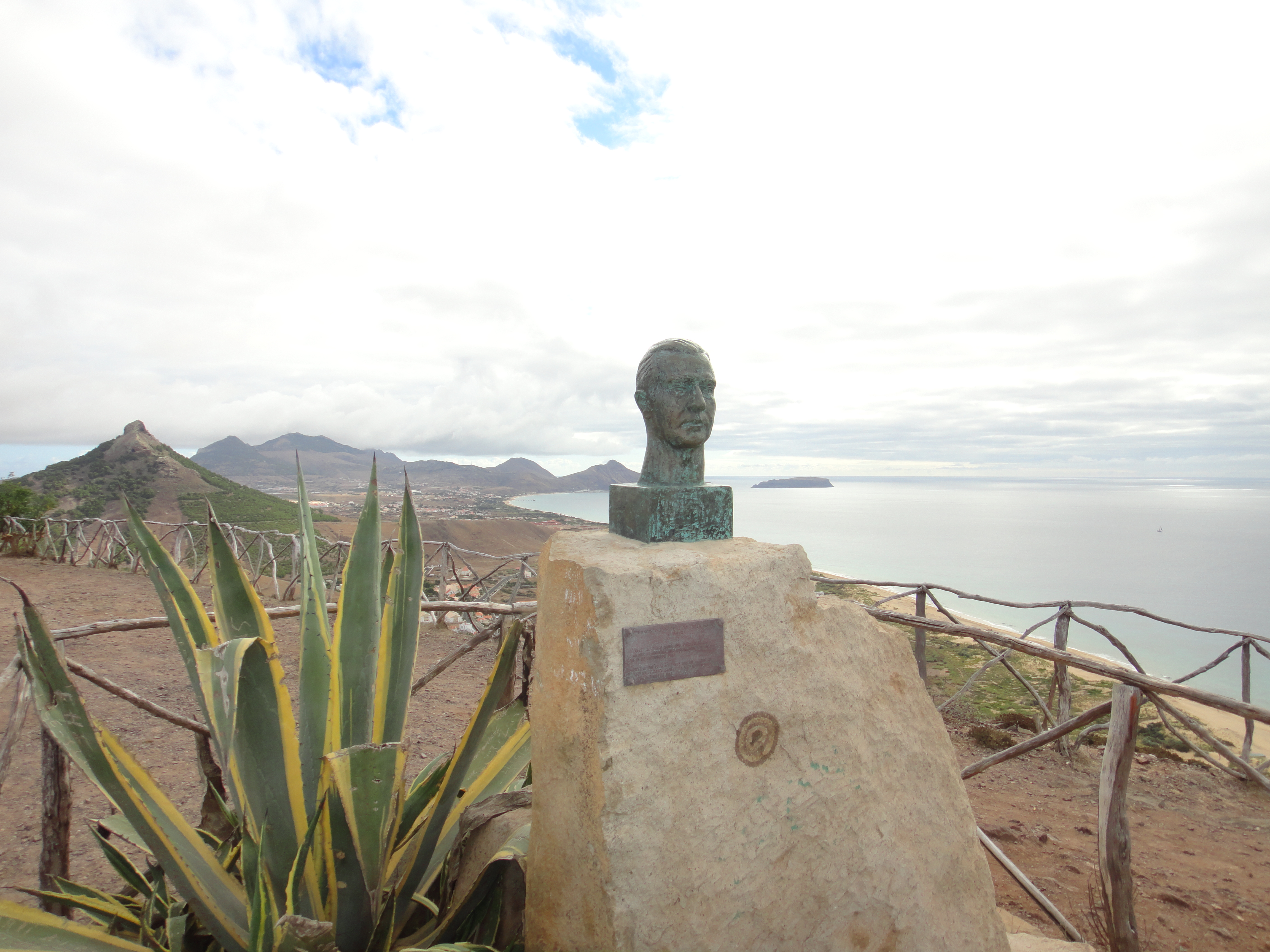
Estátua de Francisco José Peile da Costa Maya[14] com o Pico Castelo e a Vila Baleira ao fundo
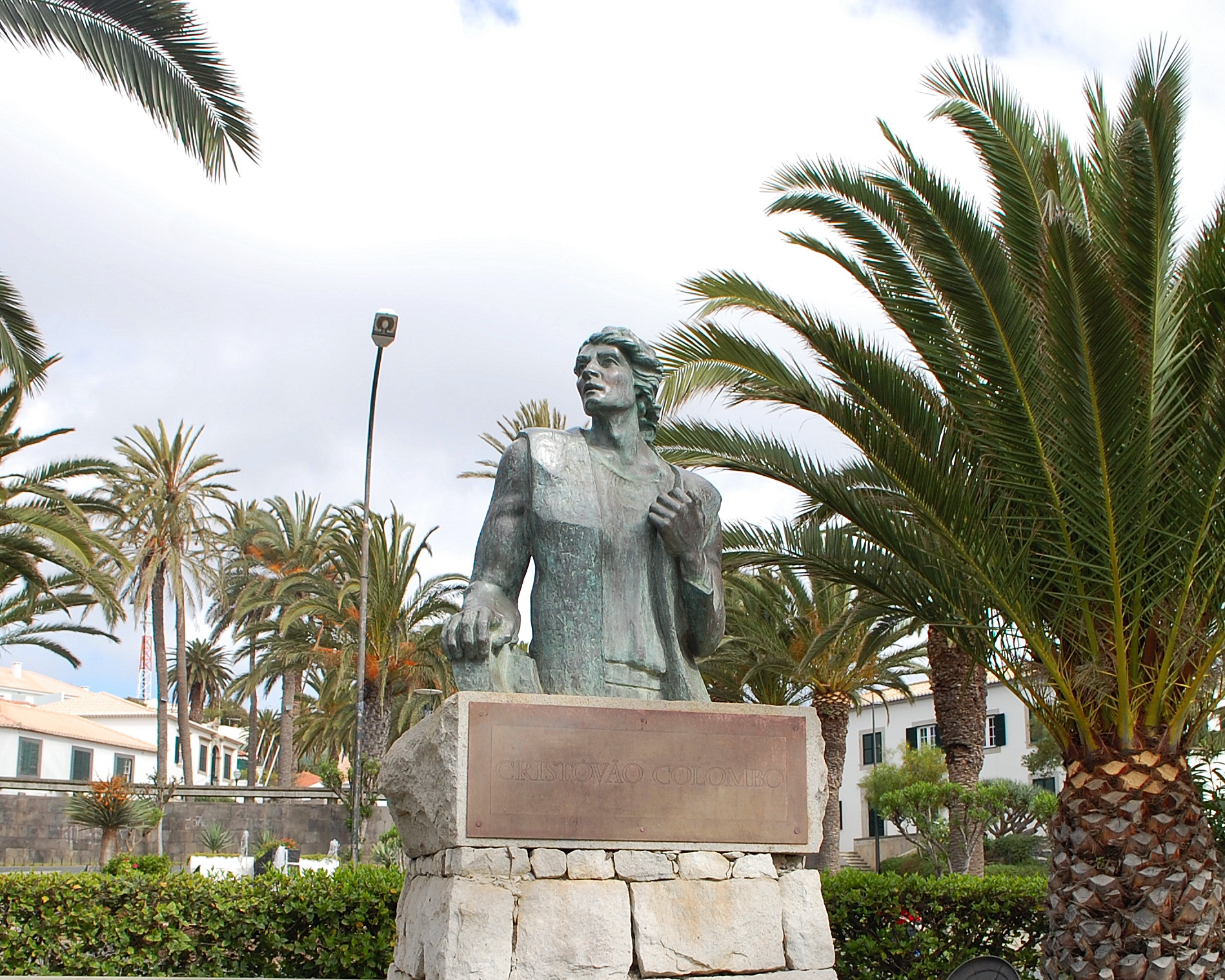
Estátua em homenagem a Cristóvão Colombo no centro da cidade do Porto Santo
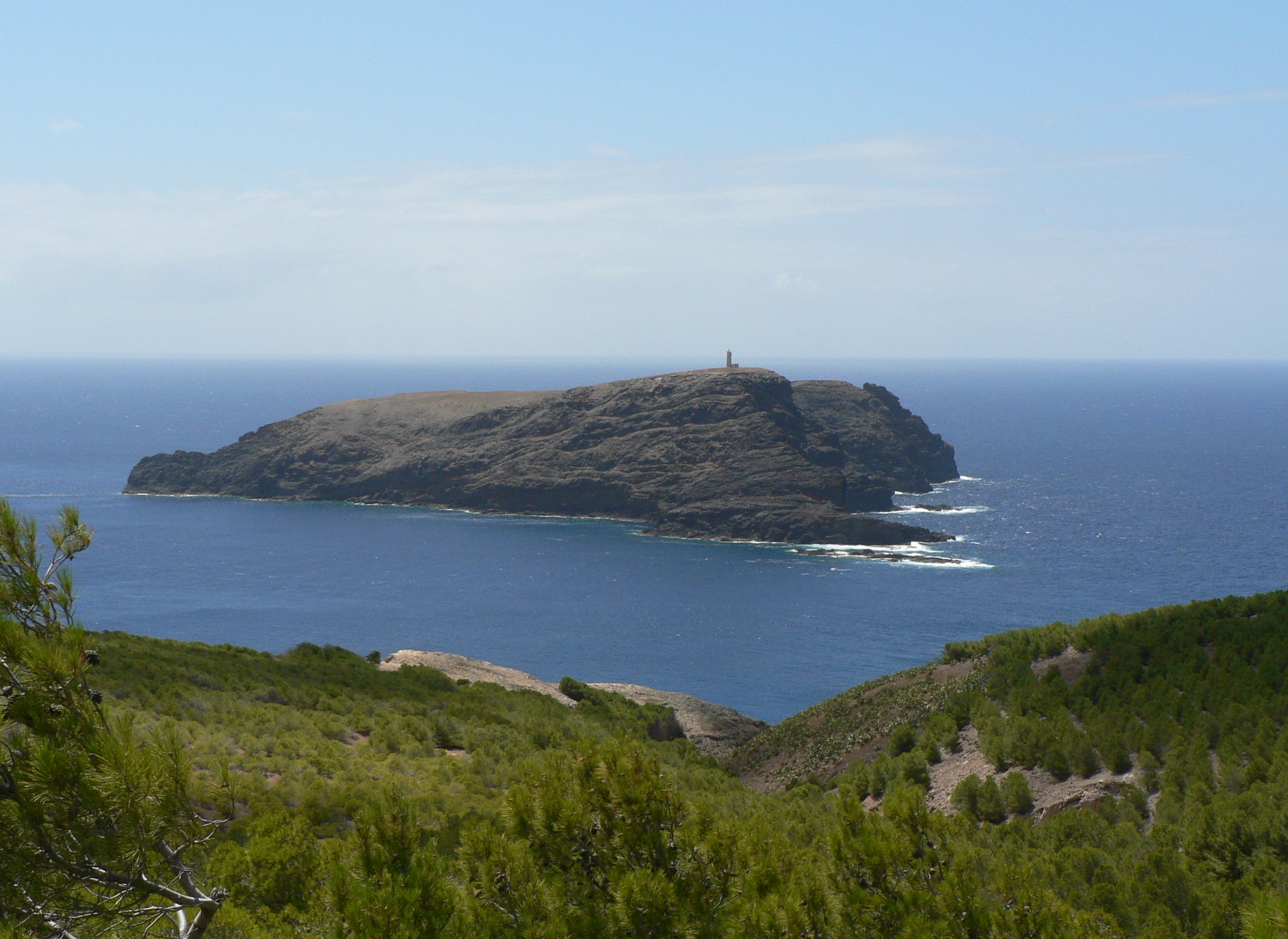
Ilhéu de Ferro visto do Porto Santo com o seu farol no promontório
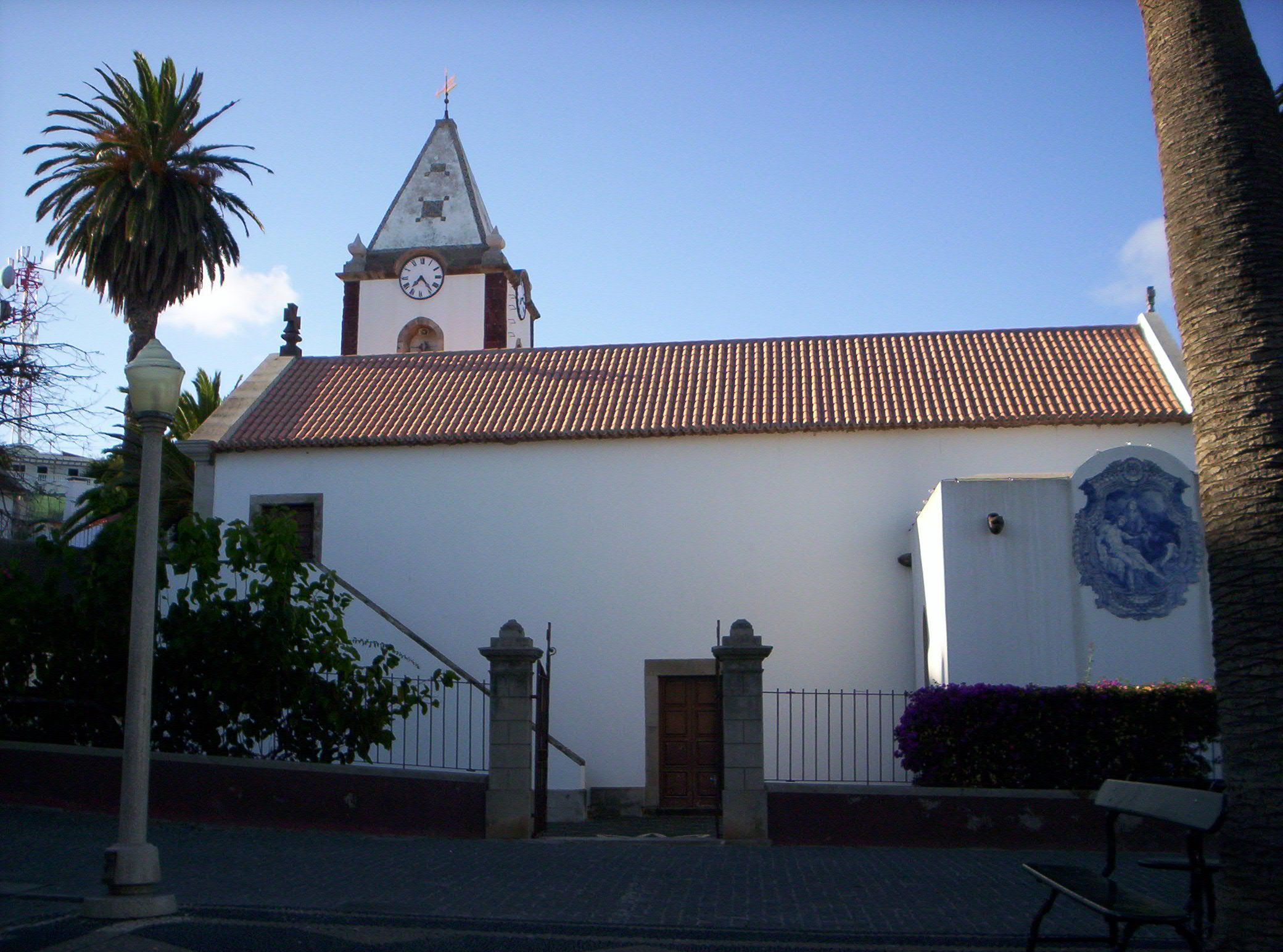
Igreja matriz de Vila Baleira
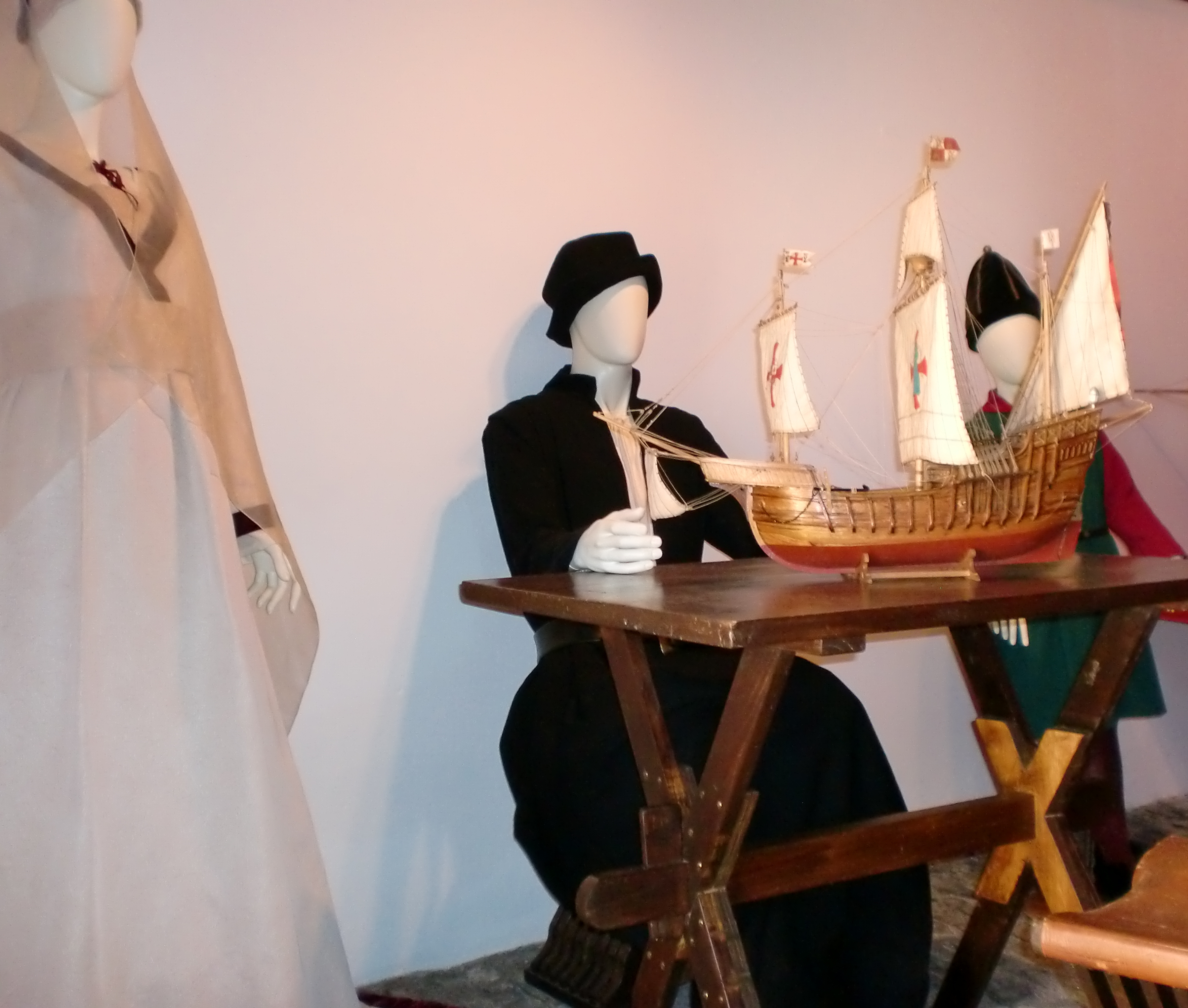
Interior da Casa Colombo
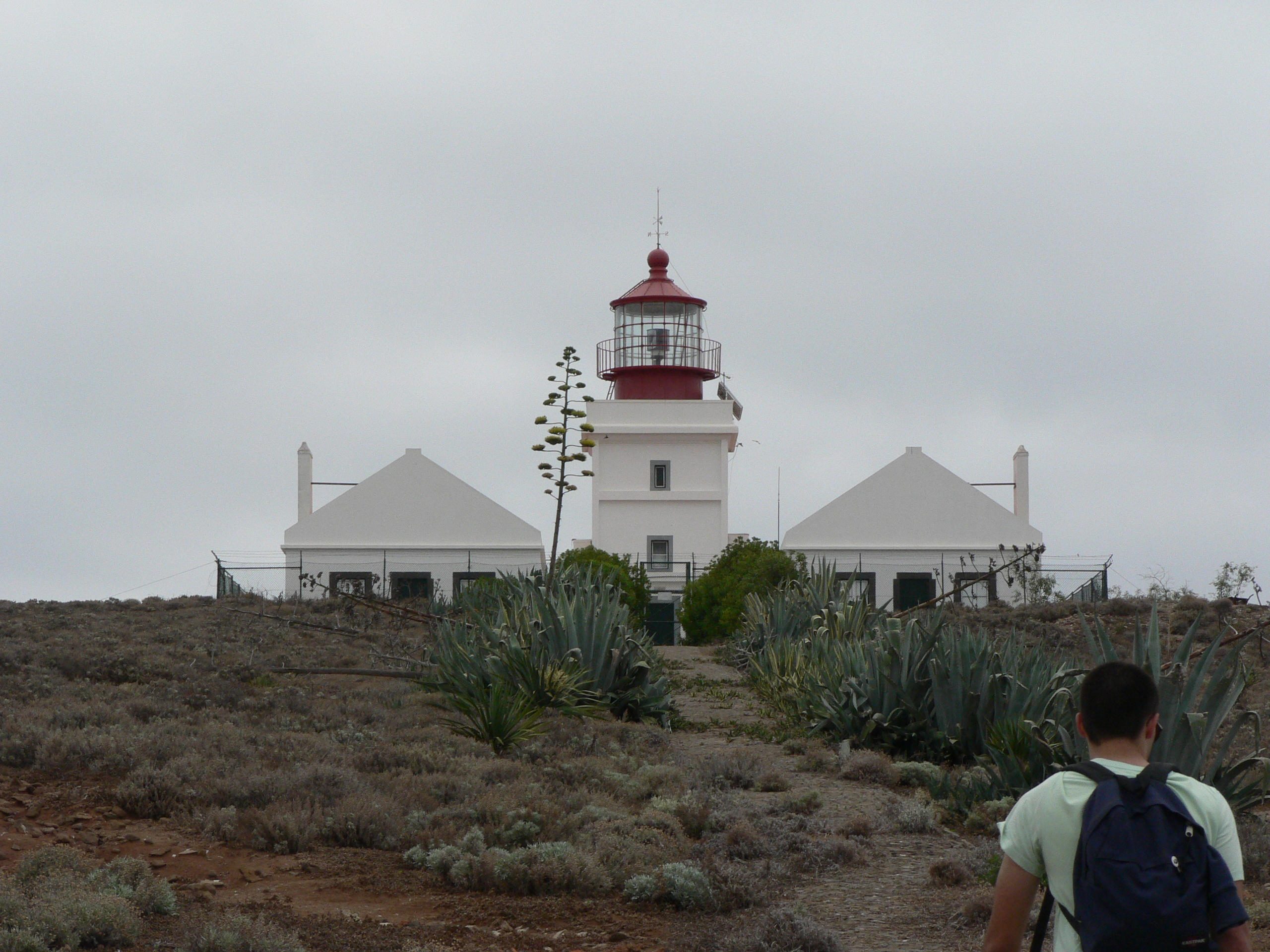
Farol do Ilhéu de Cima
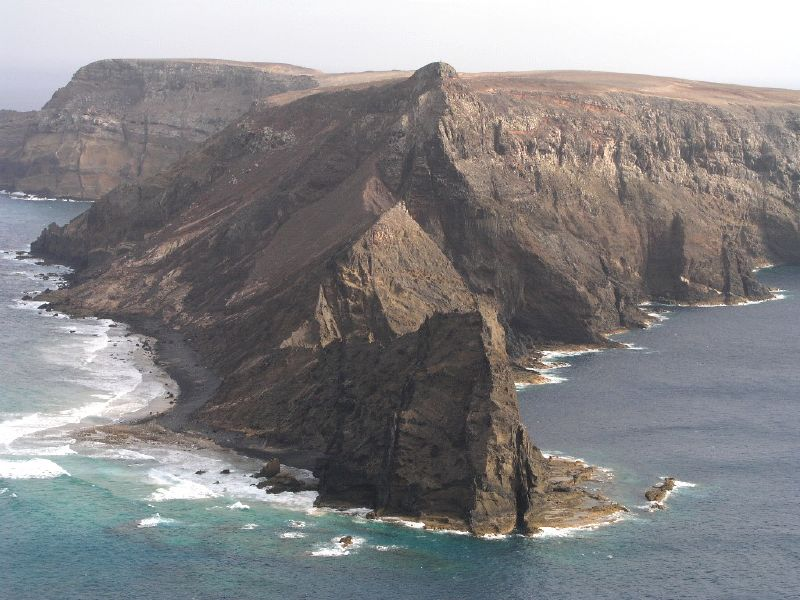
Ilhéu de Baixo
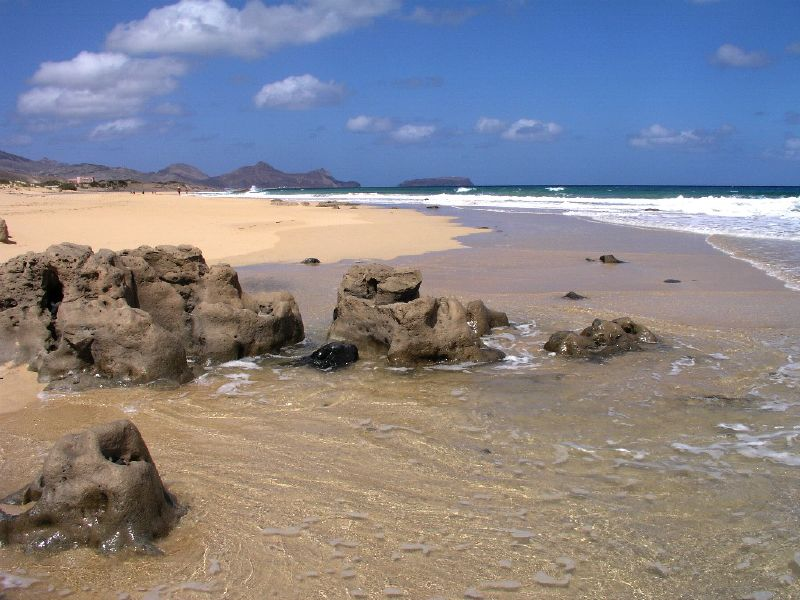
Zona mais oeste da praia do Porto Santo
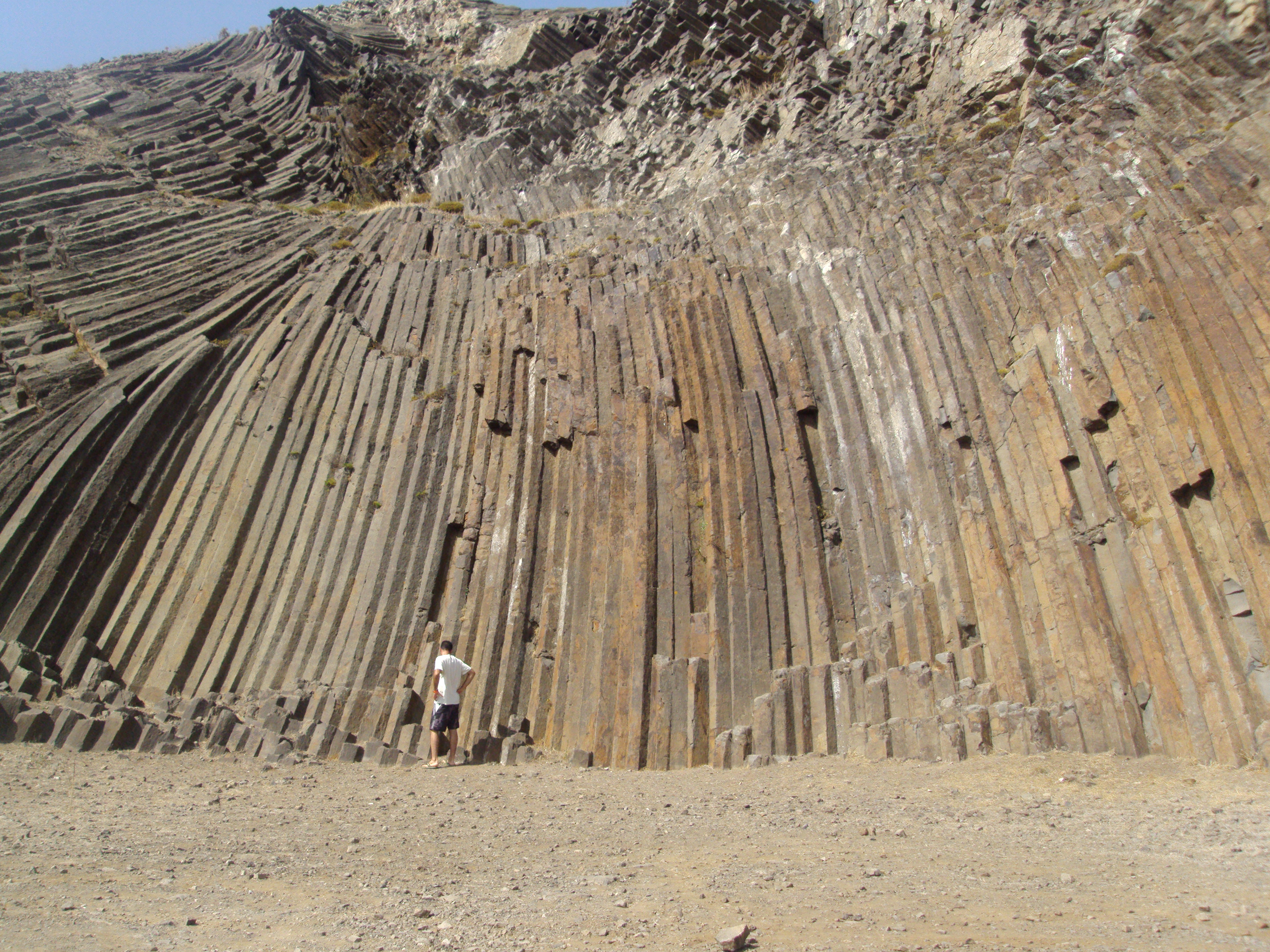
Pico Ana Ferreira com ênfase para o fenómeno das colunas de basalto
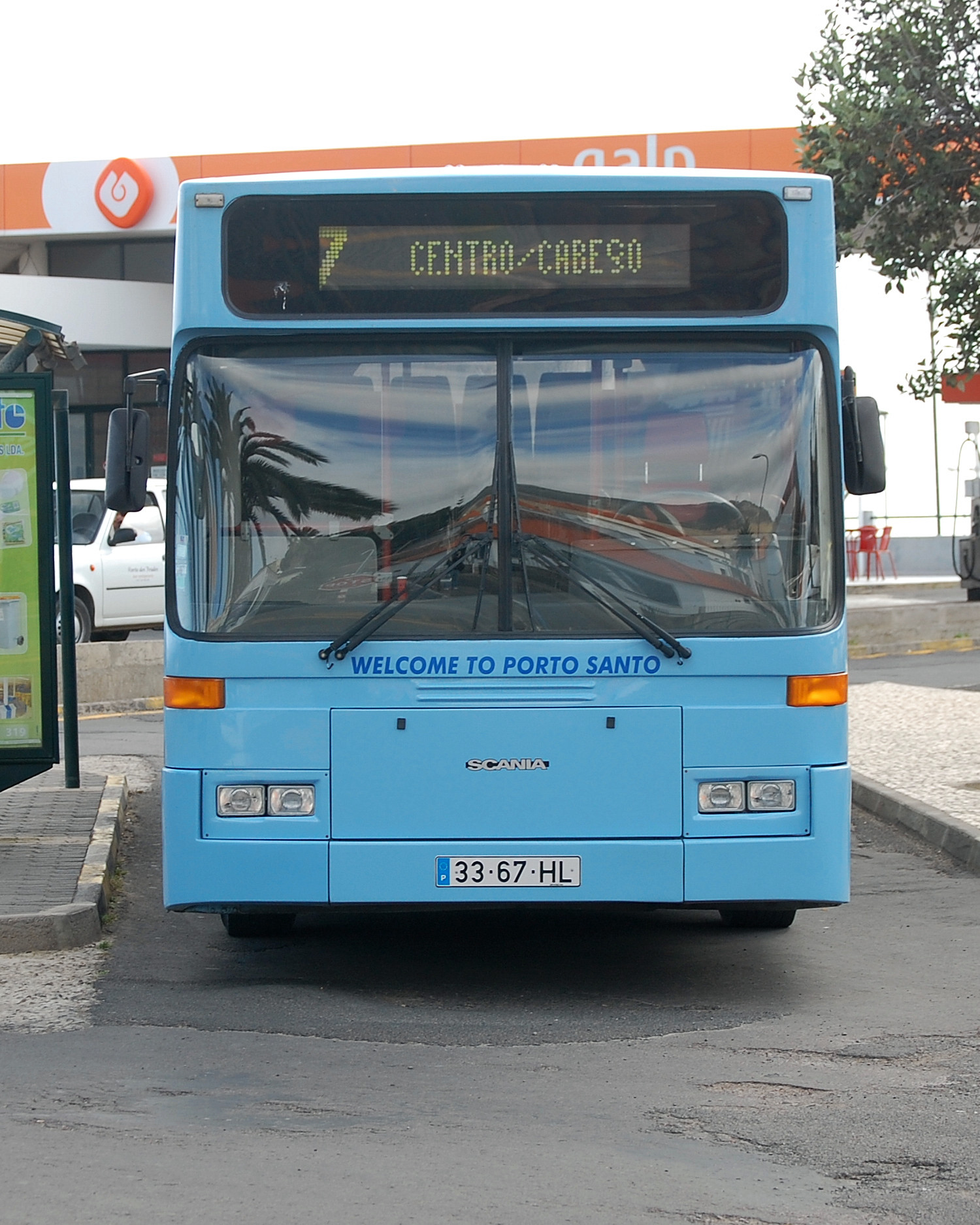
Típico autocarro que faz a carreira do Cabeço ao Centro da Vila Baleira no Porto Santo
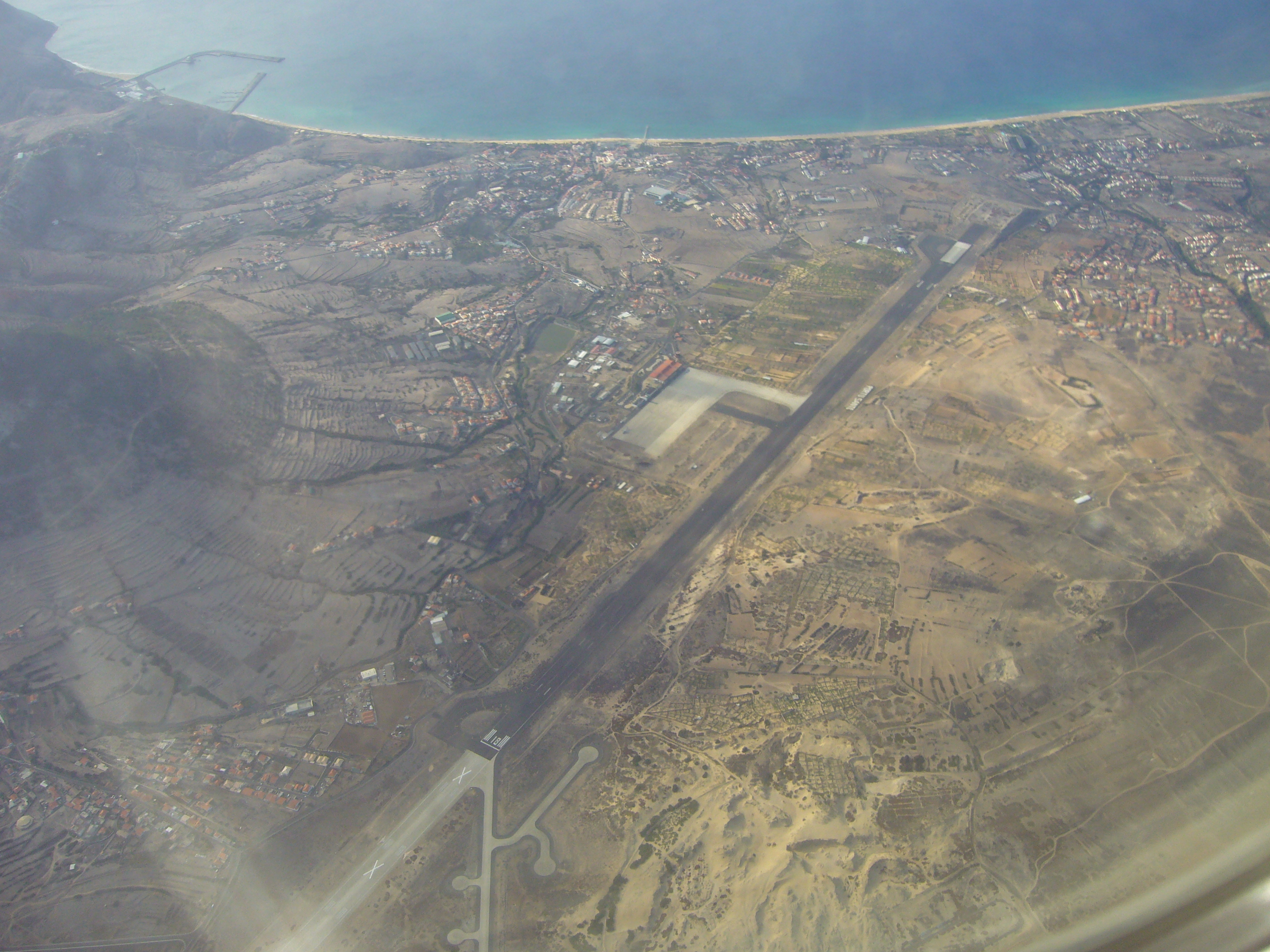
Aeroporto do Porto Santo
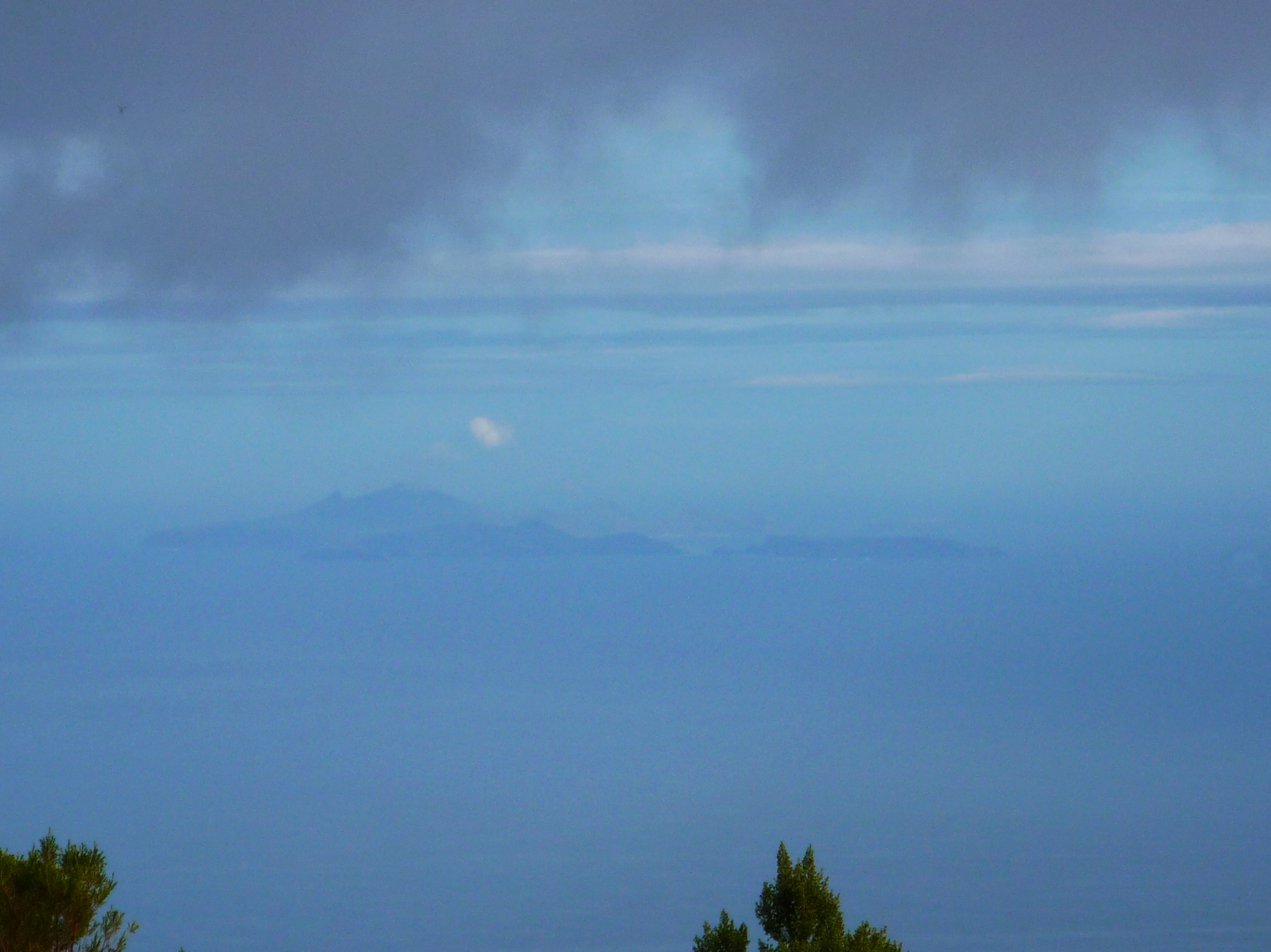
Visualização da ilha do Porto Santo desde as zonas altas da ilha da Madeira em dia soalheiro e de boa visibilidade
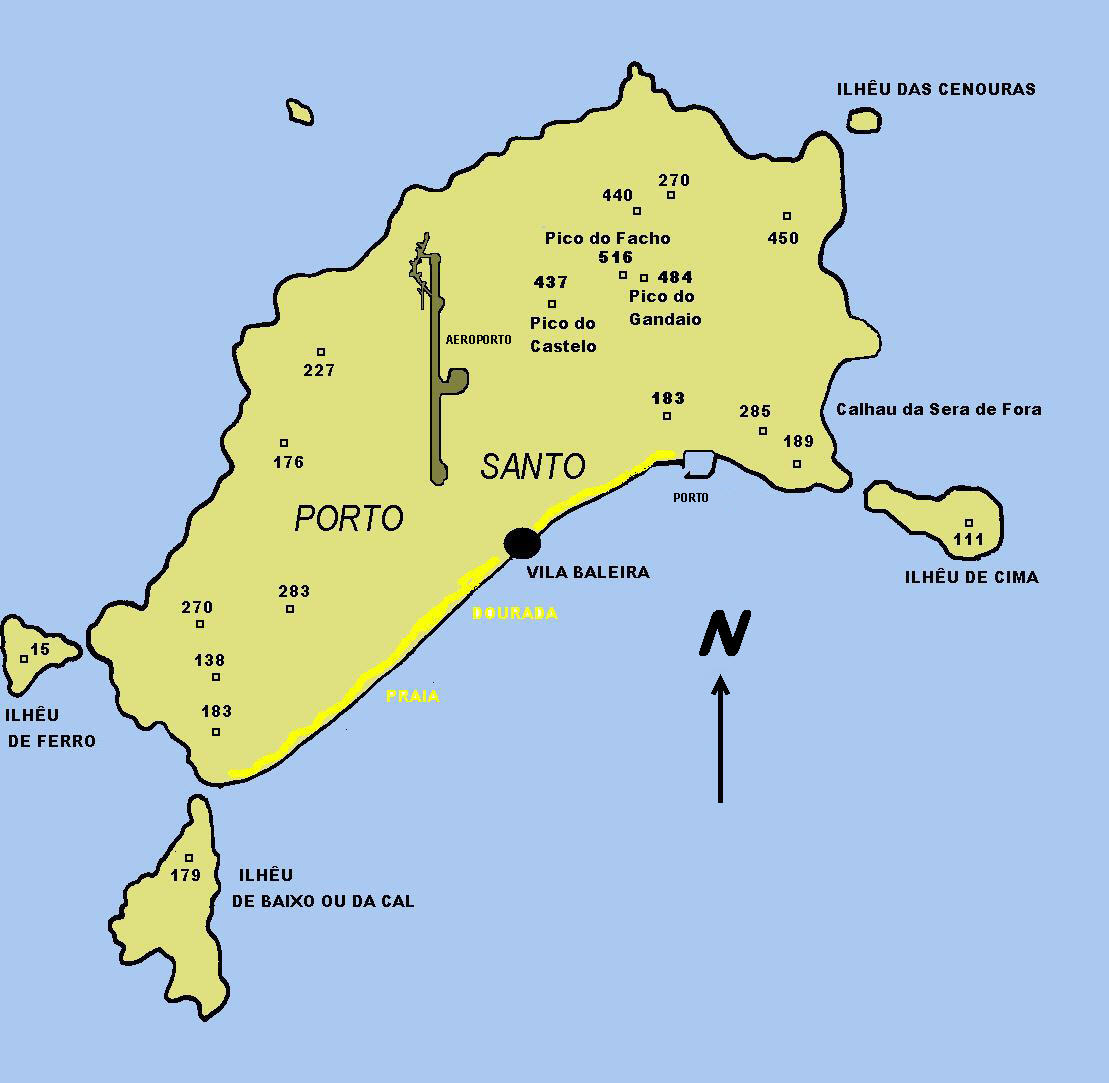
Mapa da ilha do Porto Santo com os pontos mais altos e ilhéus adjacentes